# Клаузнер, Иосиф Львович
Иосиф Львович Клаузнер (при рождении Йосл-Гдале Кло́узнер, Йосеф Гедалия Клаузнер; 14 августа 1874, Олькеники, Виленская губерния — 1958, Тель-Авив) — еврейский историк, литературовед, лингвист, сионистский и общественный деятель, один из инициаторов возрождения ивритской культуры, лауреат Премии Израиля (1958). Автор «Истории Второго храма», в 5 томах (1949). Первый редактор «Еврейской энциклопедии» на иврите.

## Биография
Иосель Лейбович Клаузнер родился 2 августа (по старому стилю) 1874 года в Олькениках Виленской губернии в семье Лейба Хацкелевича Клаузнера и Раши-Кейлы Зуселевны Браз из Бутрыманцев; сёстры Хана-Двойра (1878, впоследствии Дора) и Фаня, брат Цаль. Семья переехала в Одессу в 1885 году, где он поступил в Одесское высшее еврейское учебное заведение, располагавшееся на Базарной улице. Участник движения «Сфатену итану» (Наш язык с нами).

После окончания ешивы в 1896 году поступил на философский факультет Гейдельбергского университета, где изучал семитские языки (древнееврейский, арабский, эфиопский, сирийский, ассирийский), ассирийскую клинопись под руководством ассиролога Бецольда, философию под руководством Куно Фишера и Пауля Гензеля, историю под руководством Эриха Маркса. 

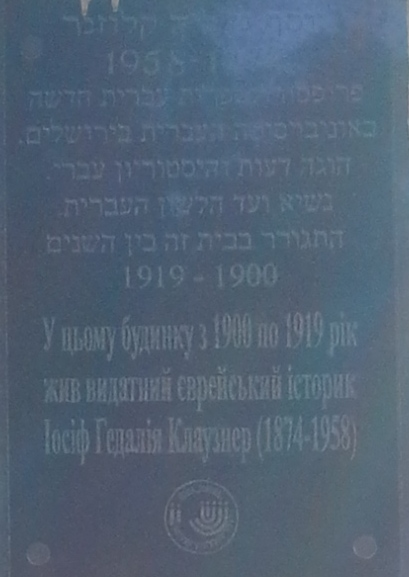
Мемориальная доска на доме (ул. Осипова, бывшая - Ремесленная, где проживал И. Г. Клаузнер)

 Окончив университет в 1902 году поселился в Варшаве, где редактировал журнал на иврите «Ха-шилоах» (после перемещения редакции в Краков в 1907 году был назначен главным редактором). Докторская диссертация по теме «Die messianischen Vorstellungen des Judischen Volkes in Zeitalter des Tannaiten» была опубликована в Берлине в 1904 году.
В 1906 году назначен доцентом по кафедре истории Израиля на вечерних курсах Лесгафта, а в 1907 году возвращается в Одессу, где читал лекции по истории Израиля в Одесском ешиботе и продолжал редактировать журнал «Ха-шилоах», занимался синистской общественной деятельностью, состоял членом Общества воспомоществования еврейским земледельцам и ремесленникам в Сирии и Палестине. Попытки Клаузнера организовать просветительское общество «Иврия» и открыть отделение Общества любителей еврейского языка «Агудас Ховвей Сфас Эйвор» поначалу не увенчались успехом, а когда последнее всё же было открыто в 1912 году, его возглавил М. М. Усышкин, и И. Л. Клаузнер был назначен его заместителем.
Клаузнер — активный сионистский деятель, сторонник Демократической фракции сионистского движения. Выступал против плана Уганды, настаивал на том, что только поселение в Эрец-Исраэль вернёт еврейскому народу его «величайшее историческое достояние». Был делегатом почти всех Сионистских конгрессов вплоть до 11-го, а также съездов Русских сионистов.
Входил в правление Еврейского литературного общества под председательством Х. Н. Бялика. С 1916 года читал лекции по истории востока на Еврейских педагогических курсах, с 1917 года преподаватель и заведующий кафедрой истории востока на историко-филологическом факультете Одесских высших женских курсов, с сентября того же года одновременно возглавлял кафедру истории Древнего Востока Новороссийского университета. В разгар Гражданской войны в ноябре 1919 года покинул Одессу и 20 декабря на пароходе «Руслан» прибыл в Палестину.
Поселился в Иерусалиме. Возглавил кафедру литературы на иврите, а с 1944 года — кафедру истории периода Второго храма в Еврейском университете. Внес вклад в изучение послебиблейского иврита и других семитских языков. С 1935 по 1953 гг. неоднократно номинировал на Нобелевскую премию по литературе С. Г. Черниховского, З.Шнеура и Х. Н. Бялика.
Племянник — писатель Амос Оз.

## Сочинения
- Х. Н. Бялик и трагедия голуса. Одесса: Кинерет, 1917. — 32 с.
- История новой литературы на иврите (1920)
- Творцы и созидатели (1920-е гг.), в 3 т.
- История новой литературы на иврите, в 6 томах, с 1930, 2-е доп. изд., 1950-е гг.
- Когда нация борется за свою свободу, Библиотека—Алия, 1978.
- Менахем Усышкин: Биография и дело жизни (на иврите), 1943.